# 1988-as labdarúgó-Európa-bajnokság (selejtező – 6. csoport)
Az 1988-as labdarúgó-Európa-bajnokság selejtezőjének 6. csoportjának mérkőzéseit tartalmazó lapja. A csoportban Csehszlovákia, Dánia, Finnország, Wales szerepelt. A csapatok körmérkőzéses, oda-visszavágós rendszerben játszottak egymással.
A csoportelső Dánia kijutott az 1988-as labdarúgó-Európa-bajnokságra.

## Tabella
| Hely. | Csapat        | M | Gy | D | V | G+ | G– | Gk | P | Továbbjutás                            |     | Dánia | Csehszlovákia | Wales | Finnország |
| ----- | ------------- | - | -- | - | - | -- | -- | -- | - | -------------------------------------- | --- | ----- | ------------- | ----- | ---------- |
| 1.    | Dánia         | 6 | 3  | 2 | 1 | 4  | 2  | +2 | 8 | Kijutott az 1988-as Európa-bajnokságra |     | —     | 1–1           | 1–0   | 1–0        |
| 2.    | Csehszlovákia | 6 | 2  | 3 | 1 | 7  | 5  | +2 | 7 |                                        |     | 0–0   | —             | 2–0   | 3–0        |
| 3.    | Wales         | 6 | 2  | 2 | 2 | 7  | 5  | +2 | 6 |                                        | 1–0 | 1–1   | —             | 4–0   |            |
| 4.    | Finnország    | 6 | 1  | 1 | 4 | 4  | 10 | −6 | 3 |                                        | 0–1 | 3–0   | 1–1           | —     |            |

## Mérkőzések
Az időpontok helyi idő szerint értendők.
| 1986. szeptember 10. 19:00 |

| Finnország | 1–1               | Wales       |
| ---------- | ----------------- | ----------- |
| Hjelm 10'  | (1–0) Jegyzőkönyv | Slatter 66' |

| Olympic Stadium, Helsinki Nézőszám: 9840 Játékvezető: Gerald Losert (osztrák) |

| 1986. október 15. 17:00 |

| Csehszlovákia                      | 3–0               | Finnország |
| ---------------------------------- | ----------------- | ---------- |
| Janečka 37' Knoflíček 43' Kula 67' | (2–0) Jegyzőkönyv |            |

| Městský, Brno Nézőszám: 26 351 Játékvezető: Gerassimos Germanakos (görög) |

| 1986. október 29. 19:00 |

| Dánia         | 1–0               | Finnország |
| ------------- | ----------------- | ---------- |
| Bertelsen 67' | (0–0) Jegyzőkönyv |            |

| Idrætsparken Stadion, Koppenhága Nézőszám: 40 300 Játékvezető: Thomas Donnelly (északír) |

| 1986. november 12. 16:30 |

| Csehszlovákia | 0–0         | Dánia |
| ------------- | ----------- | ----- |
|               | Jegyzőkönyv |       |

| Tehelné pole, Pozsony Nézőszám: 47 042 Játékvezető: Alexis Ponnet (belga) |

| 1987. április 1. 19:30 |

| Wales                                     | 4–0               | Finnország |
| ----------------------------------------- | ----------------- | ---------- |
| Rush 7' Hodges 28' Phillips 63' Jones 86' | (2–0) Jegyzőkönyv |            |

| Racecourse Ground, Wrexham Nézőszám: 7696 Játékvezető: Ignace van Swieten (holland) |

| 1987. április 29. 19:00 |

| Finnország | 0–1               | Dánia     |
| ---------- | ----------------- | --------- |
|            | (0–0) Jegyzőkönyv | Mølby 53' |

| Olympic Stadium, Helsinki Nézőszám: 29 197 Játékvezető: Dimitar Dimitrov (bolgár) |

| 1987. április 29. 19:30 |

| Wales    | 1–1               | Csehszlovákia |
| -------- | ----------------- | ------------- |
| Rush 82' | (0–0) Jegyzőkönyv | Knoflíček 74' |

| Racecourse Ground, Wrexham Nézőszám: 14 150 Játékvezető: Krzysztof Czemarmazowicz (lengyel) |

| 1987. június 3. 19:00 |

| Dánia     | 1–1               | Csehszlovákia |
| --------- | ----------------- | ------------- |
| Mølby 16' | (1–0) Jegyzőkönyv | Hašek 48'     |

| Idrætsparken Stadion, Koppenhága Nézőszám: 46 300 Játékvezető: Claudio Pieri (olasz) |

| 1987. szeptember 9. 19:00 |

| Finnország                     | 3–0               | Csehszlovákia |
| ------------------------------ | ----------------- | ------------- |
| Hjelm 29' Lius 71' Tiainen 82' | (1–0) Jegyzőkönyv |               |

| Olympic Stadium, Helsinki Nézőszám: 6430 Játékvezető: Neil Midgley (angol) |

| 1987. szeptember 9. 20:30 |

| Wales      | 1–0               | Dánia |
| ---------- | ----------------- | ----- |
| Hughes 19' | (1–0) Jegyzőkönyv |       |

| Ninian Park, Cardiff Nézőszám: 20 535 Játékvezető: Siegfried Kirschen (keletnémet) |

| 1987. október 14. 19:00 |

| Dánia      | 1–0               | Wales |
| ---------- | ----------------- | ----- |
| Elkjær 50' | (0–0) Jegyzőkönyv |       |

| Idrætsparken Stadion, Koppenhága Nézőszám: 44 500 Játékvezető: Ioan Igna (román) |

| 1987. november 11. 17:30 |

| Csehszlovákia           | 2–0               | Wales |
| ----------------------- | ----------------- | ----- |
| Knoflíček 32' Bílek 89' | (1–0) Jegyzőkönyv |       |

| Letna Stadium, Prága Nézőszám: 6443 Játékvezető: Erik Fredriksson (svéd) |